# Isländischer Fußballpokal der Männer 2007
Der isländische Fußballpokal 2007 war die 48. Austragung des isländischen Pokalwettbewerbs der Männer. Pokalsieger wurde zum ersten Mal FH Hafnarfjörður. Das Team setzte sich am 6. Oktober 2007 im Laugardalsvöllur von Reykjavík gegen den Zweitligisten Fjölnir Reykjavík durch und qualifizierte sich damit für den UEFA-Pokal.
Titelverteidiger Keflavík ÍF schied im Viertelfinale gegen Fylkir Reykjavík aus.

## Modus
Die Begegnungen wurden in einem Spiel ausgetragen. Bis zur zweiten Runde nahmen Vereine ab der dritten Liga abwärts teil. Die Mannschaften aus der zweiten Liga starteten in der dritten Runde. Die Vereine der ersten Liga stiegen erst im Achtelfinale ein. Bei unentschiedenem Ausgang wurde das Spiel zunächst verlängert und gegebenenfalls durch Elfmeterschießen entschieden.

## Vorrunde
| Datum      |                       | Ergebnis              |                     |
| ---------- | --------------------- | --------------------- | ------------------- |
| 11.05.2007 | UMF Grundarfjörður    | 1:1 n. V. (5:4 i. E.) | Höfrungur Þingeyri  |
| 11.05.2007 | Hamrarnir Akureyri    | 5:1                   | Snörtur Kópasker    |
| 11.05.2007 | KB Breiðholts         | 4:0                   | UMF Kjalnesingar    |
| 11.05.2007 | KFR Hella/Hvolsvöllur | 0:0 n. V. (2:4 i. E.) | UMF Hrunamenn       |
| 11.05.2007 | Berserkir Reykjavík   | 2:0                   | UMFL Þórshöfn       |
| 12.05.2007 | UMF Álftanes          | 3:1                   | Augnablik Kópavogur |

## 1. Runde
| Datum      |                    | Ergebnis              |                             |
| ---------- | ------------------ | --------------------- | --------------------------- |
| 16.05.2007 | UMF Skallagrímur   | 2:1                   | KB Breiðholts               |
| 16.05.2007 | Magni Grenivík     | 0:2                   | UMF Tindastóll              |
| 16.05.2007 | Ægir þorlákshöfn   | 0:1                   | Berserkir Reykjavík         |
| 16.05.2007 | Ýmir Kópavogur     | 3:1                   | UMF Hrunamenn               |
| 17.05.2007 | Árborg Selfoss     | 1:4                   | Víðir Garði                 |
| 17.05.2007 | Hamrarnir Akureyri | 2:1                   | Hvöt Blönduós               |
| 17.05.2007 | Völsungur Húsavík  | 4:0                   | Vinir Akureyri              |
| 17.05.2007 | Kári Akranes       | 1:8                   | ÍF Grótta                   |
| 17.05.2007 | GG Grindavík       | 2:3                   | UMF Álftanes                |
| 17.05.2007 | Hamar Hveragerði   | 2:1                   | Hvíti riddarinn Mosfellsbær |
| 17.05.2007 | UMF Grundarfjörður | 4:3                   | Snæfell Stykkishólmur       |
| 17.05.2007 | KF Vesturbæjar     | 8:0                   | Afríka Reykjavík            |
| 17.05.2007 | KS Dalvík/Reynir   | 2:2 n. V. (4:3 i. E.) | KS/Leiftur                  |

## 2. Runde
| Datum      |                         | Ergebnis              |                        |
| ---------- | ----------------------- | --------------------- | ---------------------- |
| 31.05.2007 | Hamar Hveragerði        | 0:0 n. V. (3:1 i. E.) | UMF Álftanes           |
| 31.05.2007 | ÍF Grótta               | 2:0                   | Berserkir Reykjavík    |
| 31.05.2007 | Neisti Djúpivogur       | 0:3                   | UMF Sindri Höfn        |
| 31.05.2007 | KF Vesturbæjar          | 2:3                   | UMF Selfoss            |
| 31.05.2007 | ÍH Hafnarfjörður        | 0:1 n. V.             | Ýmir Kópavogur         |
| 31.05.2007 | UMF Tindastóll          | 2:2 n. V. (3:5 i. E.) | Völsungur Húsavík      |
| 31.05.2007 | Höttur Egilsstaðir      | 4:1 n. V.             | Huginn Seyðisfjörður   |
| 01.06.2007 | Leiknir Fáskrúðsfjörður | 3:0                   | Boltafélag Norðfjarðar |
| 01.06.2007 | Víðir Garði             | 1:3                   | ÍR Reykjavik           |
| 01.06.2007 | Hamrarnir Akureyri      | 0:4                   | KS Dalvík/Reynir       |
| 01.06.2007 | UMF Skallagrímur        | 0:5                   | Haukar Hafnarfjörður   |
| 01.06.2007 | UMF Afturelding         | 10:10                 | UMF Grundarfjörður     |

## 3. Runde
Teilnehmer: Die zwölf Sieger der 2. Runde und die zwölf Vereine der 1. deild karla.
| Datum      |                         | Ergebnis              |                      |
| ---------- | ----------------------- | --------------------- | -------------------- |
| 11.06.2007 | þór Akureyri            | 1:0                   | KA Akureyri          |
| 11.06.2007 | Hamar Hveragerði        | 0:5                   | UMF Stjarnan         |
| 11.06.2007 | ÍF Grótta               | 1:2                   | Reynir Sandgerði     |
| 11.06.2007 | ÍBV Vestmannaeyja       | 1:0                   | UMF Afturelding      |
| 12.06.2007 | Fjölnir Reykjavík       | 2:1                   | UMF Njarðvík         |
| 12.06.2007 | UMF Víkingur            | 2:2 n. V. (4:5 i. E.) | Haukar Hafnarfjörður |
| 12.06.2007 | þróttur Reykjavík       | 6:1                   | Ýmir Kópavogur       |
| 12.06.2007 | Höttur Egilsstaðir      | 0:2                   | KFF Fjarðabyggðar    |
| 12.06.2007 | ÍR Reykjavik            | 1:3 n. V.             | UMF Grindavík        |
| 12.06.2007 | Leiknir Reykjavík       | 3:1                   | UMF Selfoss          |
| 13.06.2007 | Leiknir Fáskrúðsfjörður | 2:1                   | UMF Sindri Höfn      |
| 13.06.2007 | KS Dalvík/Reynir        | 1:0                   | Völsungur Húsavík    |

## 4. Runde
| Datum      |                      | Ergebnis  |                         |
| ---------- | -------------------- | --------- | ----------------------- |
| 25.06.2007 | ÍBV Vestmannaeyja    | 10:00     | Reynir Sandgerði        |
| 26.06.2007 | þróttur Reykjavík    | 1:0       | UMF Grindavík           |
| 26.06.2007 | KFF Fjarðabyggðar    | 4:1       | Leiknir Fáskrúðsfjörður |
| 26.06.2007 | UMF Stjarnan         | 2:3 n. V. | Fjölnir Reykjavík       |
| 26.06.2007 | Haukar Hafnarfjörður | 3:1 n. V. | Leiknir Reykjavík       |
| 26.06.2007 | KS Dalvík/Reynir     | 0:4       | þór Akureyri            |

## Achtelfinale
Teilnehmer: Die sechs Sieger der 4. Runde und die zehn Vereine der Landsbankadeild 2007.
| Datum      |                      | Ergebnis              |                    |
| ---------- | -------------------- | --------------------- | ------------------ |
| 10.07.2007 | ÍBV Vestmannaeyja    | 0:3                   | FH Hafnarfjörður   |
| 10.07.2007 | KFF Fjarðabyggðar    | 3:4                   | Fjölnir Reykjavík  |
| 10.07.2007 | Haukar Hafnarfjörður | 2:2 n. V. (4:3 i. E.) | Fram Reykjavík     |
| 10.07.2007 | KR Reykjavík         | 1:1 n. V. (0:3 i. E.) | Valur Reykjavík    |
| 10.07.2007 | ÍA Akranes           | 2:1 n. V.             | Víkingur Reykjavík |
| 11.07.2007 | þróttur Reykjavík    | 0:1                   | Keflavík ÍF        |
| 11.07.2007 | Breiðablik Kópavogur | 3:1 n. V.             | HK Kópavogur       |
| 11.07.2007 | þór Akureyri         | 1:4                   | Fylkir Reykjavík   |

## Viertelfinale
| Datum      |                      | Ergebnis  |                      |
| ---------- | -------------------- | --------- | -------------------- |
| 12.08.2007 | Fylkir Reykjavík     | 3:1 n. V. | ÍA Akranes           |
| 12.08.2007 | Breiðablik Kópavogur | 3:1       | Keflavík ÍF          |
| 13.08.2007 | Fjölnir Reykjavík    | 4:3       | Haukar Hafnarfjörður |
| 13.08.2007 | Valur Reykjavík      | 0:1       | FH Hafnarfjörður     |

## Halbfinale
| Datum      |                  | Ergebnis  |                      |
| ---------- | ---------------- | --------- | -------------------- |
| 02.09.2007 | FH Hafnarfjörður | 3:1 n. V. | Breiðablik Kópavogur |
| 03.09.2007 | Fylkir Reykjavík | 1:2 n. V. | Fjölnir Reykjavík    |

## Finale
| Paarung           | FH Hafnarfjörður – Fjölnir Reykjavík |
| Ergebnis          | 2:1 n. V. (1:1, 1:0) |
| Datum             | 6. Oktober 2007 |
| Stadion           | Laugardalsvöllur, Reykjavík |
| Zuschauer         | 3.739 |
| Schiedsrichter    | Egill Már Markússon |
| Tore              | 1:0 Matthias Guðmundsson (17.) 1:1 Gunnar Már Guðmundsson (87.) 2:1 Matthias Guðmundsson (105.) |
| FH Hafnarfjörður  | Daði Larusson – Guðmundur Sævarsson, Sverrir Garðarsson, Tommy Nielsen, Freyr Bjarnason, Ásgeir Gunnar Ásgeirsson – Davið þor Viðarsson, Bjarki Bergmann Gunnlaugsson (68. Sigurvin Ólafsson), Matthias Guðmundsson (112. Atli Guðnason) – Arnar Bergmann Gunnlaugsson (87. Matthias Vilhjálmsson), Tryggvi Guðmundsson Cheftrainer: Ólafur Davíð Jóhannesson         |
| Fjölnir Reykjavík | þorður Ingason – Gunnar Valur Gunnarsson, Ásgeir Aron Ásgeirsson, Ragnar Heimir Gunnarsson, Magnús Ingi Einarsson – Ómar Hákonarson (96. Halldór Freyr Ásgrimsson), Gunnar Már Guðmundsson, Davið þor Rúnarsson (90. Olafur Pall Johnson) – Illugi þór Gunnarsson, Pétur Georg Markan, Tómas Leifsson (82. Sigmundur Pétur ÁsÞórsson) Cheftrainer: Asmunður Arnarsson |
| Gelbe Karten      | keine – Ásgeir Aron Ásgeirsson |